# 호아킨 빌룸브랄레스역
호아킨 빌룸브랄레스 역(스페인어: Joaquín Vilumbrales)은 마드리드 지하철 10호선의 역이다. 마드리드 알코르콘 구의 로스카스티요스 지역에 있으며, 라 리베르타드 대로와 카르발리노 거리가 만나는 교차로 지하에 위치해 있다. 요금구역상으로는 B1구역에 속한다.

## 역사
2003년 4월 11일 10호선이 남쪽으로 푸에르타 델 수르 역까지 연장되면서 문을 열었다. 라 리베르타드 대로 양쪽에 출입구를 두고 있으며 2층 구조로 되어 있다. 승강장은 섬식 승강장이다. 역명은 알코르콘의 전 시장으로 1999년에 작고한 호아킨 빌룸브랄레스에서 따왔다. 본래는 이 역이 위치한 로스 카스티요스 (Los Castillos)라 불릴 예정이었다.
2014년 6월 28일부터는 10호선에서 콜로니아 하르딘 역에서부터 푸에르타 델 수르 역까지의 전 구간이 선로 시설개선 공사에 들어가면서 잠시 시종착역 역할을 맡게 되었다. 공사에는 총 1250억 유로의 예산이 투입되었으며, 공사가 끝나면 기존 표정속도인 시속 30km에서 시속 70km까지 늘어날 것으로 예상되었다. 이후 2014년 9월 1일에 공사가 마무리되어 운행을 재개했다.

## 환승 정보
역 주변에 시내버스 정류장이 한 곳 있다. 엑스트레마두라 쪽 출구로 나가면 교외버스 정류장이 있으며 이곳으로 수많은 노선이 다닌다.
버스
- 시내버스
  - 139번 노선 (주간)
- 시외버스
  - 495, 511, 512, 513, 514, 516, 518, 521, 522, 523, 524, 528, 534, 539, 541, 545, 546, 547, 548, 551, 560, 581번 노선 (주간)
  - N501, N502, N503, N504번 노선 (야간)

지하철
| 마드리드 지하철                        | 마드리드 지하철        | 마드리드 지하철  |
| -------------------------------------- | ---------------------- | ---------------- |
| 콰트로 비엔토스 오스피탈 인판타 소피아 | 마드리드 지하철 10호선 | 푸에르타 델 수르 |